# Скофилд, Аллан
Аллан Скофилд (англ. Allan Schofield, 26 января 1957) — индийский хоккеист (хоккей на траве), вратарь. Олимпийский чемпион 1980 года.

## Биография
Аллан Скофилд родился 26 января 1957 года.
Окончил среднюю школу Сент-Кэсидрал в Бангалоре, служил в ВМС Индии, занимался офисной работой в Мумбаи.
Первоначально занимался футболом. В 1975 году после удачной игры его пригласили сыграть за футбольную команду «Сервисез» из Нью-Дели, а затем и за хоккейную. В 1976 году дебютировал в сборной Индии по хоккею на траве.
В 1978 году в составе сборной Индии завоевал серебряную медаль хоккейного турнира летних Азиатских игр в Бангкоке.
В 1980 году вошёл в состав сборной Индии по хоккею на траве на летних Олимпийских играх в Москве и завоевал золотую медаль. Играл на позиции вратаря, провёл 1 матч, мячей не пропускал.
Впоследствии перебрался в Канаду.